# Trouble with the Curve
Trouble with the Curve (bra: Curvas da Vida; prt: As Voltas da Vida) é um filme de drama norte-americano, dirigido por Robert Lorenz e escrito por Randy Brown e estrelado por Clint Eastwood, Amy Adams, Justin Timberlake, Matthew Lillard e John Goodman.
O filme gira em torno de Gus Lobel um olheiro veterano que confia apenas em sua experiência de anos na função, desprezando por completo as engenhocas oferecidas pela modernidade. As filmagens começaram em março de 2012, e o filme foi lançado em 21 de setembro de 2012 nos Estados Unidos, 22 de novembro em Portugal, e em 23 de novembro no Brasil.

## Sinopse
Gus Lobel (Clint Eastwood) é um olheiro de baseball, ele não gosta de trabalhar usando muitas tecnologias e apostam todas as fichas em seu feeling sobre os jogadores. Restando apenas três meses para o fim de seu contrato, ele começa a ter problemas de visão devido a um glaucoma. Com medo, ele esconde a doença de seus amigos, Gus é enviado para analisar Bo Gentry (Joe Massingill), um promissor rebatedor que pode ser a escolha de sua equipe no próximo draft.
Mas logo depois começa desconfiar que há algo errado com o velho amigo, Pete Klein (John Goodman) pede à filha dele, Mickey (Amy Adams), que o acompanhe na viagem. Mickey trabalha como advogada e está prestes a se tornar sócia na empresa em que trabalha, mas passa por cima dos compromissos profissionais para acompanhar o pai, apesar deles terem um relacionamento problemático. Juntos, eles avaliam o potencial de Gentry e encontram Johnny Flanagan (Justin Timberlake), que foi um jogador de baseball, mas está aposentado, e que agora se tornou olheiro de uma equipe.

## Elenco
- Clint Eastwood — Gus Lobel[7][8]
- Amy Adams — Mickey Lobel[9][10]
- Justin Timberlake — Johnny Flanagan[9]
- Matthew Lillard — Phillip Sanderson[11]
- John Goodman — Pete Klein[12]
- Ed Lauter — Max
- Scott Eastwood — Billy Clark[8]

## Produção
Clint Eastwood pretendia fazer de Gran Torino seu último trabalho como ator, mas logo depois aceitou o convite para estrelar o filme em solidariedade a Robert Lorenz, que faz sua estreia na direção. Lorenz é sócio de Clint no estúdio Malpaso Productions. Ele participou como assistente de direção ou diretor de segunda unidade de vários dos longas de Eastwood.
Para interpretar a filha do personagem de Clint Eastwood, os nomes de Sandra Bullock, Reese Witherspoon e Amy Adams foram cotadas para o papel, Bullock declinou o convite por estar envolvida em outro projeto. Em negociações, finalmente, o papel é dado a Amy Adams, três vezes indicada para o Oscar por suas atuações em Junebug, Dúvida e o mais recente The Fighter.
Justin Timberlake em uma entrevista ao site ET Online, afirmou que Amy Adams salvou sua vida por meio de respiração boca a boca, durante as gravações do filme Trouble with the Curve.
| “ | Nós filmamos esta cena nas montanhas Blue Ridge, e a água estava abaixo de 10 graus. Eu estava congelando. Amy, na verdade, salvou minha vida. Sem eu perceber, estava ficando azul e não conseguia processar um pensamento. Portanto, ela salvou minha vida. Eu devo minha vida a ela. | ” |

## Recepção
O critico brasileiro Francisco Russo do website AdoroCinema deu 2.5 de 5.0 estrelas para classificar o filme, segundo ele Trouble with the Curve é "um filme ingênuo, por apostar em simplificações e estereótipos batidos, que conta com um elenco bem superior à história oferecida ao espectador. Mediano". O crítico relatou que o que acaba segurando o filme é o carisma de cada integrante do elenco. Sobre Justin Timberlake, relata que cumpre sua função de forma convincente, sem brilhar nem comprometer.
Trouble with the Curve recebeu críticas mistas. O website que agrega várias críticas, e um dos mais conhecido do gênero, Rotten Tomatoes informou que 55% dos críticos deram resenhas positivas ao filme, baseado em 129 opiniões, com avaliação média de 5,7 em 10. O consenso diz: "Embora o filme seja previsível e certa dramaticidade, Trouble with the Curve se beneficiam com o carisma grisalho de Clint Eastwood e sua química fácil com uma encantadora Amy Adams". No Metacritic, que atribui uma avaliação normalizada em 100 opiniões dos críticos, o filme recebeu uma média de classificação de 59, baseado em 30 publicações dos críticos, indicando "críticas mistas ou médias".